# Okręg Baden
Okręg Baden (niem. Bezirk Baden) – okręg w Szwajcarii, w kantonie Argowia, o pow. 153,09 km², zamieszkały przez 149 093 osoby. Siedzibą okręgu jest miasto Baden. 

## Podział administracyjny
W skład okręgu wchodzi 25 gmin (Einwohnergemeinde):
1. Baden, miasto
2. Bellikon
3. Bergdietikon
4. Birmenstorf
5. Ehrendingen
6. Ennetbaden
7. Fislisbach
8. Freienwil
9. Gebenstorf
10. Killwangen
11. Künten
12. Mägenwil
13. Mellingen
14. Neuenhof
15. Niederrohrdorf
16. Oberrohrdorf
17. Obersiggenthal
18. Remetschwil
19. Spreitenbach, miasto
20. Stetten
21. Untersiggenthal
22. Wettingen, miasto
23. Wohlenschwil
24. Würenlingen
25. Würenlos

## Zmiany administracyjne
- 1 stycznia 2006
  - przyłączenie gmin Oberehrendingen i Unterehrendingen do gminy Ehrendingen
- 1 stycznia 2024
  - przyłączenie gminy Turgi do miasta Baden